# Christine Skropke
Christine Skropke (* 11. Mai 1966) ist eine deutsche Badmintonspielerin. 

## Karriere
Christine Skropke gewann 1988 erstmals die Deutsche Einzelmeisterschaft. Im gleichen Jahr erkämpfte sie sich auch zwei Titel bei den Swiss Open. 1993 wurde sie erstmals mit dem SC Bayer 05 Uerdingen deutscher Mannschaftsmeister. Zahlreiche Europa- und Weltmeistertitel folgten bei den Senioren. Von 2009 bis 2011 war sie Director for Marketing im Council Badminton Europe.

## Sportliche Erfolge
| Saison    | Veranstaltung                                     | Disziplin   | Platz | Name |
| --------- | ------------------------------------------------- | ----------- | ----- | --- |
| 1979/1980 | Deutsche Einzelmeisterschaft U14                  | Mixed       | 1     | Christian Diekmann / Christine Skropke (TuS Eintracht Bielefeld / DJK Stolberg) |
| 1979/1980 | Westdeutsche Einzelmeisterschaft U14              | Mixed       | 1     | Christian Diekmann / Christine Skropke (TuS Eintracht Bielefeld / TuS Aldenhoven) |
| 1979/1980 | Westdeutsche Einzelmeisterschaft U14              | Dameneinzel | 1     | Christine Skropke (TuS Aldenhoven) |
| 1981/1982 | Deutsche Einzelmeisterschaft U16                  | Dameneinzel | 1     | Christine Skropke (EBC Jülich) |
| 1982/1983 | Deutsche Einzelmeisterschaft U18                  | Mixed       | 1     | Markus Türnich / Christine Skropke (TTC Brauweiler 1948 / DJK Stolberg) |
| 1984      | German Juniors                                    | Dameneinzel | 1     | Christine Skropke (DJK Stolberg) |
| 1983/1984 | Deutsche Einzelmeisterschaft U18                  | Mixed       | 1     | Markus Türnich / Christine Skropke (TTC Brauweiler 1948 / DJK Stolberg) |
| 1983/1984 | Westdeutsche Einzelmeisterschaft U22              | Dameneinzel | 1     | Christine Skropke (TTC Brauweiler 1948) |
| 1985/1986 | Deutsche Einzelmeisterschaft U22                  | Dameneinzel | 2     | Christine Skropke (SV Bayer 05 Uerdingen) |
| 1986/1987 | Westdeutsche Einzelmeisterschaft U22              | Dameneinzel | 1     | Christine Skropke (TTC Brauweiler 1948) |
| 1986/1987 | Westdeutsche Einzelmeisterschaft U22              | Mixed       | 1     | Christian Diekmann / Christine Skropke (TuS Eintracht Bielefeld / SC Bayer 05 Uerdingen) |
| 1986/1987 | Deutsche Einzelmeisterschaft                      | Mixed       | 2     | Ralf Rausch / Christine Skropke (FC Bayer 05 Uerdingen) |
| 1986/1987 | Deutsche Einzelmeisterschaft U22                  | Damendoppel | 2     | Christine Skropke (FC Bayer 05 Uerdingen) / Andrea Lewandowski (1. BC Herten) |
| 1986/1987 | Deutsche Einzelmeisterschaft U22                  | Mixed       | 2     | Ralf Rausch / Christine Skropke (FC Bayer 05 Uerdingen) |
| 1986/1987 | Westdeutsche Einzelmeisterschaft                  | Damendoppel | 1     | Andrea Lewandowski / Christine Skropke (1. BV Mülheim / SC Bayer 05 Uerdingen) |
| 1986/1987 | Dutch Open (Grand Prix)                           | Mixed       | 3     | Ralf Rausch / Christine Skropke (FC Bayer 05 Uerdingen) |
| 1986/1987 | Luxembourg International                          | Mixed       | 1     | Ralf Rausch / Christine Skropke (FC Bayer 05 Uerdingen) |
| 1987/1988 | Deutsche Einzelmeisterschaft                      | Mixed       | 1     | Ralf Rausch / Christine Skropke (FC Bayer 05 Uerdingen) |
| 1987/1988 | Westdeutsche Einzelmeisterschaft                  | Damendoppel | 1     | Andrea Krucinski / Christine Skropke (1. BV Mülheim / SC Bayer 05 Uerdingen) |
| 1987/1988 | Deutsche Einzelmeisterschaft U22                  | Damendoppel | 2     | Christine Skropke (FC Bayer 05 Uerdingen) / Kerstin Ubben (SV Blankenese) |
| 1988      | Swiss Open                                        | Mixed       | 1     | Ralf Rausch / Christine Skropke |
| 1988      | Swiss Open                                        | Dameneinzel | 1     | Christine Skropke |
| 1988      | Swiss Open                                        | Damendoppel | 2     | Nicole Baldewein (OSC Düsseldorf) / Christine Skropke |
| 1988      | Poland International Championships                | Mixed       | 3     | Ralf Rausch / Christine Skropke (FC Bayer 05 Uerdingen) |
| 1988/1989 | Deutsche Einzelmeisterschaft                      | Mixed       | 3     | Harald Klauer / Christine Skropke (1. DBC Bonn / FC Bayer 05 Uerdingen) |
| 1988/1989 | Deutsche Einzelmeisterschaft                      | Dameneinzel | 3     | Christine Skropke (FC Bayer 05 Uerdingen) |
| 1988      | Taiwan Open (Grand Prix)                          | Mixed       | QF    | Dave Wright (ENG) / Christine Skropke (FC Bayer 05 Uerdingen) |
| 1989/1990 | Deutsche Einzelmeisterschaft                      | Dameneinzel | 3     | Christine Skropke (FC Bayer 05 Uerdingen) |
| 1990/1991 | Deutsche Mannschaftsmeisterschaft (1. Bundesliga) | Mannschaft  | 2     | FC Bayer 05 Uerdingen |
| 1991/1992 | Westdeutsche Einzelmeisterschaft                  | Dameneinzel | 1     | Christine Skropke (SC Bayer 05 Uerdingen) |
| 1991/1992 | Deutsche Einzelmeisterschaft                      | Dameneinzel | 3     | Christine Skropke (FC Bayer 05 Uerdingen) |
| 1992/1993 | Deutsche Einzelmeisterschaft                      | Dameneinzel | 2     | Christine Skropke (FC Bayer 05 Uerdingen) |
| 1992/1993 | Deutsche Mannschaftsmeisterschaft (1. Bundesliga) | Mannschaft  | 1     | FC Bayer 05 Uerdingen |
| 1992/1993 | Europe Cup (European Club Championships)          | Mannschaft  | 3     | FC Bayer 05 Uerdingen |
| 1993      | French Open (Grand Prix)                          | Dameneinzel | QF    | Christine Skropke (FC Bayer 05 Uerdingen) |
| 1993/1994 | Deutsche Mannschaftsmeisterschaft (1. Bundesliga) | Mannschaft  | 1     | FC Bayer 05 Uerdingen |
| 1993/1994 | Europe Cup (European Club Championships)          | Mannschaft  | 3     | FC Bayer 05 Uerdingen |
| 1994/1995 | Deutsche Mannschaftsmeisterschaft (1. Bundesliga) | Mannschaft  | 1     | FC Bayer 05 Uerdingen |
| 1994/1995 | Europe Cup (European Club Championships)          | Mannschaft  | 3     | FC Bayer 05 Uerdingen |
| 1995      | French Open (Grand Prix)                          | Damendoppel | 3     | Claudia Vogelgsang (VfB Friedrichshafen) / Christine Skropke (FC Bayer 05 Uerdingen) |
| 1995/1996 | Westdeutsche Einzelmeisterschaft                  | Damendoppel | 1     | Sandra Beißel / Christine Skropke (SC Bayer 05 Uerdingen) |
| 1995/1996 | Deutsche Einzelmeisterschaft                      | Dameneinzel | 3     | Christine Skropke (SC Bayer 05 Uerdingen) |
| 2000/2001 | Deutsche Mannschaftsmeisterschaft                 | Mannschaft  | 3     | SC Bayer 05 Uerdingen (Simon Archer, Judith Meulendijks, Rune Massing, Nicole Grether, Chris Bruil, Rikke Olsen, Colin Haughton, Silke Gabriel, Kenneth Jonassen, Christine Skropke, Stephan Kuhl, Kristof Hopp, André Bertko, Jürgen Arnold) |
| 2002/2003 | Deutsche Mannschaftsmeisterschaft                 | Mannschaft  | 1     | SC Bayer 05 Uerdingen (Simon Archer, Rune Massing, Chris Bruil, Colin Haughton, Kenneth Jonassen, Stephan Kuhl, Kristof Hopp, André Bertko, Jürgen Arnold, Judith Meulendijks, Nicole Grether, Rikke Olsen, Silke Gabriel, Christine Skropke) |
| 2003/2004 | Deutsche Einzelmeisterschaft O35                  | Damendoppel | 3     | Heidi Bender / Christine Skropke (PSV Bremen / SC Bayer 05 Uerdingen) |
| 2003/2004 | Westdeutsche Einzelmeisterschaft O35              | Mixed       | 1     | Kai Mitteldorf / Christine Skropke (SC Union 08 Lüdinghausen / SC Bayer 05 Uerdingen) |
| 2003/2004 | Deutsche Einzelmeisterschaft O35                  | Mixed       | 1     | Kai Mitteldorf / Christine Skropke (SC Union 08 Lüdinghausen / SC Bayer 05 Uerdingen) |
| 2003/2004 | Westdeutsche Einzelmeisterschaft O35              | Damendoppel | 1     | Christine Skropke / Sonja Rottstege (SC Bayer 05 Uerdingen / TB Rheinhausen) |
| 2003/2004 | Deutsche Einzelmeisterschaft O35                  | Dameneinzel | 2     | Christine Skropke (SC Bayer 05 Uerdingen) |
| 2003/2004 | Westdeutsche Einzelmeisterschaft O35              | Dameneinzel | 1     | Christine Skropke (SC Bayer 05 Uerdingen) |
| 2004      | Weltmeisterschaft Senioren O35                    | Dameneinzel | 2     | Christine Skropke (SC Bayer 05 Uerdingen) |
| 2004      | Weltmeisterschaft Senioren O35                    | Damendoppel | 1     | Vlada Cherniavskaya (Belarus) / Christine Skropke |
| 2004      | Weltmeisterschaft Senioren O35                    | Mixed       | 1     | Holger Wippich / Christine Skropke |
| 2004/2005 | Deutsche Einzelmeisterschaft O35                  | Damendoppel | 3     | Christine Skropke / Andrea Findhammer (SC Bayer 05 Uerdingen) |
| 2004/2005 | Deutsche Einzelmeisterschaft O35                  | Dameneinzel | 1     | Christine Skropke (SC Bayer 05 Uerdingen) |
| 2004/2005 | Deutsche Einzelmeisterschaft O35                  | Mixed       | 1     | Kai Mitteldorf / Christine Skropke (SC Union 08 Lüdinghausen / SC Bayer 05 Uerdingen) |
| 2005/2006 | Deutsche Einzelmeisterschaft O35                  | Damendoppel | 3     | Christine Skropke / Andrea Findhammer (SC Bayer 05 Uerdingen) |
| 2005/2006 | Deutsche Einzelmeisterschaft O35                  | Dameneinzel | 2     | Christine Skropke (SC Bayer 05 Uerdingen) |
| 2005/2006 | Deutsche Einzelmeisterschaft O35                  | Mixed       | 1     | Kai Mitteldorf / Christine Skropke (SC Union 08 Lüdinghausen / SC Bayer 05 Uerdingen) |
| 2006      | Europameisterschaft Senioren 35+                  | Damendoppel | 3     | Christine Skropke / Vlada Cherniavskaya |
| 2006      | Europameisterschaft Senioren 35+                  | Dameneinzel | 1     | Christine Skropke |
| 2006/2007 | Deutsche Einzelmeisterschaft O40                  | Mixed       | 1     | Holger Wippich / Christine Skropke (SG Robur Zittau / SC Bayer 05 Uerdingen) |
| 2006/2007 | Deutsche Einzelmeisterschaft O40                  | Dameneinzel | 1     | Christine Skropke (SC Bayer 05 Uerdingen) |
| 2007      | Weltmeisterschaft Senioren O40                    | Dameneinzel | 1     | Holger Wippich / Christine Skropke |
| 2007      | Weltmeisterschaft Senioren O40                    | Damendoppel | 2     | Petra Teichmann / Christine Skropke |
| 2007      | Weltmeisterschaft Senioren O40                    | Mixed       | 2     | Holger Wippich / Christine Skropke |
| 2007/2008 | Deutsche Einzelmeisterschaft O40                  | Dameneinzel | 1     | Christine Skropke (SC Bayer 05 Uerdingen) |
| 2007/2008 | Deutsche Einzelmeisterschaft O40                  | Damendoppel | 1     | Petra Teichmann (BSV Einheit Greifswald) / Christine Skropke (SC Bayer 05 Uerdingen) |
| 2007/2008 | Deutsche Einzelmeisterschaft O40                  | Mixed       | 1     | Holger Wippich (Robur Zittau) / Christine Skropke (SC Bayer 05 Uerdingen) |
| 2008      | Europameisterschaften Senioren O40                | Dameneinzel | 2     | Christine Skropke |
| 2008      | Europameisterschaften Senioren O40                | Damendoppel | 1     | Vlada Chernyavskaya / Christine Skropke |

## Referenzen
- Martin Knupp: Deutscher Badminton Almanach, Eigenverlag/Deutscher Badminton-Verband (2003), 230 Seiten

| Personendaten    | Personendaten               |
| ---------------- | --------------------------- |
| NAME             | Skropke, Christine          |
| KURZBESCHREIBUNG | deutsche Badmintonspielerin |
| GEBURTSDATUM     | 11. Mai 1966                |